# Тироцит
Тироциты (эпителиальные клетки щитовидной железы, также известны как фолликулярные клетки) — клетки, расположенные в щитовидной железе и способные к синтезу и секреции тиреоидных гормонов, таких как тироксин и трийодтиронин. Они образуют стенки фолликулов щитовидной железы.

## Функции
Эпителиальные клетки щитовидной железы транспортируют из крови в базолатеральной части мембраны ионы йода (I⁻) и аминокислоты, синтезируют тиреоглобулин (белок, участвующий в синтезе тиреоидных гормонов) и тиреопероксидазу (фермент, катализирующий йодирование остатков тирозина в молекулах тироглобулина и связывание йодированных тирозинов друг с другом) и секретируют их в фолликулы вместе с ионами йода. Затем тироциты посредством эндоцитоза забирают из фолликулов тиреоглобулин, извлекают из него тиреоидные гормоны с помощью протеаз, частично расщепляя пептидные цепи, и секретируют гормоны в кровь.
Эти гормоны щитовидной железы транспортируются по организму для контроля обмена веществ (в частности, увеличения интенсивности клеточного дыхания). Каждая клетка тела нуждается в тиреоидных гормонах для регуляции своего метаболизма. Нормальная щитовидная железа производит около 80 % тироксина и 20 % трийодтиронина, однако трийодтиронин примерно в 4 раза мощнее тироксина.

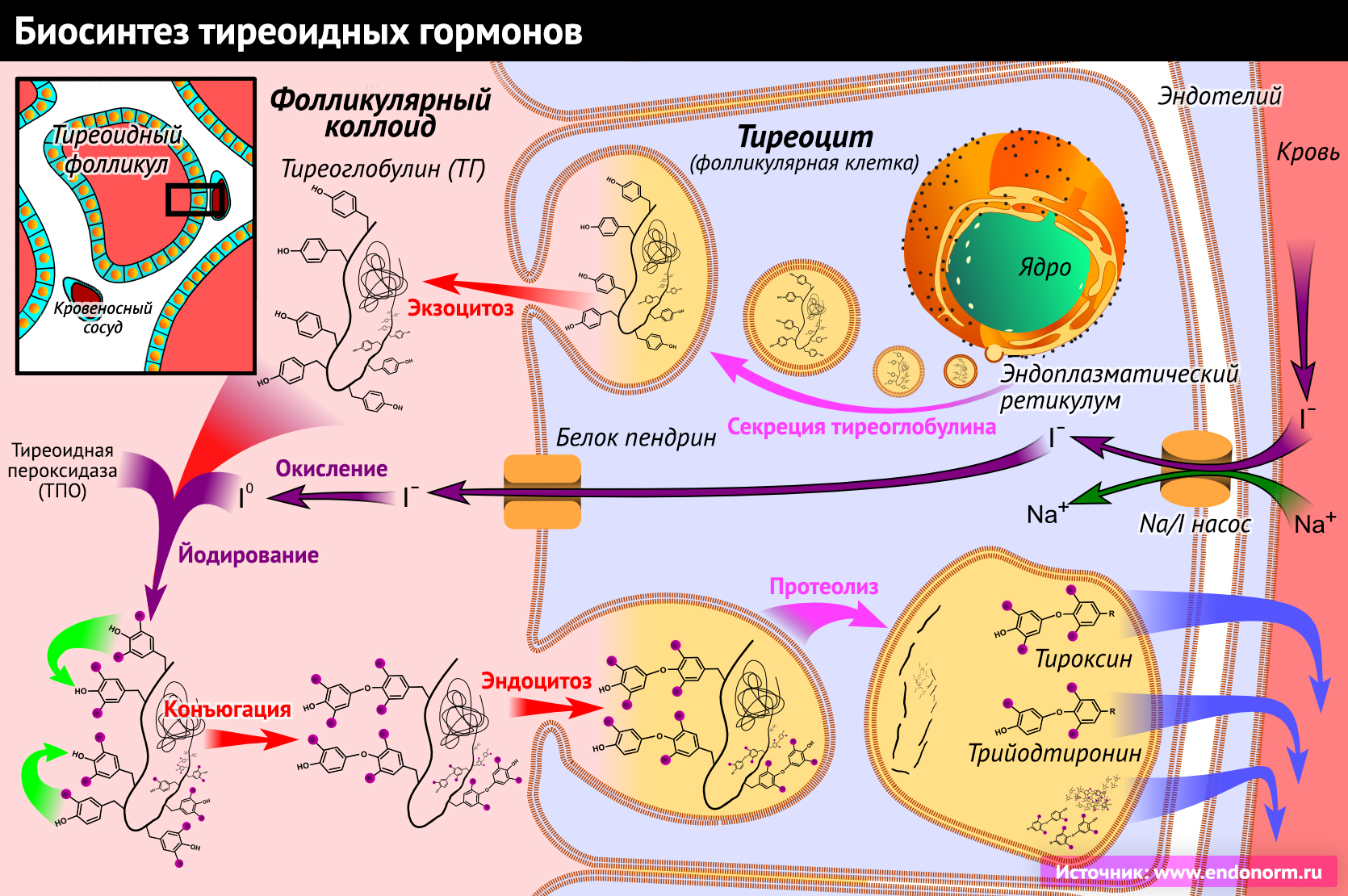
Синтез тиреоидных гормонов тироцитом

### Транспорт ионов йода
Ионы йода транспортируются из крови в базолатеральной части мембраны эпителиальных клеток щитовидной железы с помощью транспортных белков, осуществляющих симпорт Na⁺-I⁻. I⁻ секретируется в фолликул с помощью I⁻-транспортного белка пендрина в апикальной части мембраны (он осуществляет антипорт ионов I⁻ и Cl⁻).

## Строение
Тироциты — клетки однослойного кубического эпителия. Они расположены вокруг сферических фолликулов, заполненных раствором. На их мембране есть рецепторы, которые реагируют на тиреотропный гормон (ТТГ). Происходят из средней эндодермы в области языка (слепое отверстие языка), в отличие от парафолликулярных клеток (C-клеток), которые образуются из четвертой пары жаберных карманов.

## Связь с другими клетками
Парафолликулярные клетки, производящие кальцитонин, могут располагаться на базальной мембране тироцитов. Они происходят из ультимобранхиальных тел — дивертикул четвертой пары жаберных карманов зародыша.